# بيتري ستينباتش
بيتري ستينباتش (بالرومانية: Petre Steinbach)‏ (1906 – تاريخ الوفاة غير معلوم) لاعب كرة قدم روماني راحل كان يجيد اللعب في خط الوسط .
لعب طوال مسيرته الرياضية في نادي أونيريا ترايكولور . شارك مع منتخب رومانيا في بطولة كأس العالم 1930 في الأوروغواي .

## روابط خارجية
- بيتري ستينباتش على موقع الاتحاد الدولي (مؤرشف)  (الإنجليزية)
- بيتري ستينباتش على موقع قاعدة بيانات كرة القدم.إي يو (الإنجليزية)
- بيتري ستينباتش على موقع ناشيونال فوتبول تيمز (الإنجليزية)
- بيتري ستينباتش على موقع عالم كرة القدم.نت (الإنجليزية)